# 盧嫩堡
盧嫩堡（英語：Lunenburg）是在加拿大新斯科舍盧嫩堡縣的一個港口小鎮，處於新斯科舍省的南岸，馬宏灣（Mahone Bay）以西的半島上，距離省會哈里法斯大約97公里，2006年的統計人口為2,317人。

## 歷史
盧嫩堡開埠於1753年，以英王喬治二世身兼的不伦瑞克-吕讷堡爵位（Brunswick-Lunenburg）命名，是繼哈里法斯後首個英國在新斯科舍建立的殖民地。最初殖民都來自現在德國的中部與南部、瑞士，和法國的蒙貝利亞爾的新教徒，他們都是為政府保證的免費土地而來。這些殖民就在政府規劃的井字型社區內定居，這地區就是現在的「老镇」。
踏入19世紀，盧嫩堡隨著農業、漁業、造船業與來往西印度群島的貿易的蓬勃而發展。到了19世紀中期，盧嫩堡老镇的發展達到了飽和，故而開發了碼頭以西的地區，成為今天的「新城區」。
時至今天，盧嫩堡昔日蓬勃的造船業和其重要海港的地位已經不再，取而代之的是旅遊業、小企業、高科技工業和製造業等。

## 文化
盧嫩堡是著名加拿大雙桅帆船「藍鼻子號」一號和二號的誕生地，也是藍鼻子二號的母港。現時藍鼻子二號仍然是鎮內重要的旅遊景點，為盧嫩堡最重要的旅遊業每年帶來數以千計的遊客。隨著旅遊業的興旺，餐廳、旅館、酒店和商店等便應運而生。另外鎮內也有大西洋漁業博物館，介紹盧嫩堡漁業的興衰。
首批定居於盧嫩堡的居民都是與賓夕法尼亞德裔人（Pennsylvania Dutch）同一時期越洋的德、瑞、法裔新教徒，這些「外國新教徒」都在英國的政策下吸引而至的。現在居住在盧嫩堡的居民大多都是這批移民的後裔。

### 世界遺產
盧嫩堡老镇的井字形規劃方式展示出英國在北美殖民地城市規劃的最佳例子。聯合國教育科學文化組織於1995年將盧嫩堡老镇列為文化遺產，以保存區內的特色建築與城市規劃風格。

## 圖片

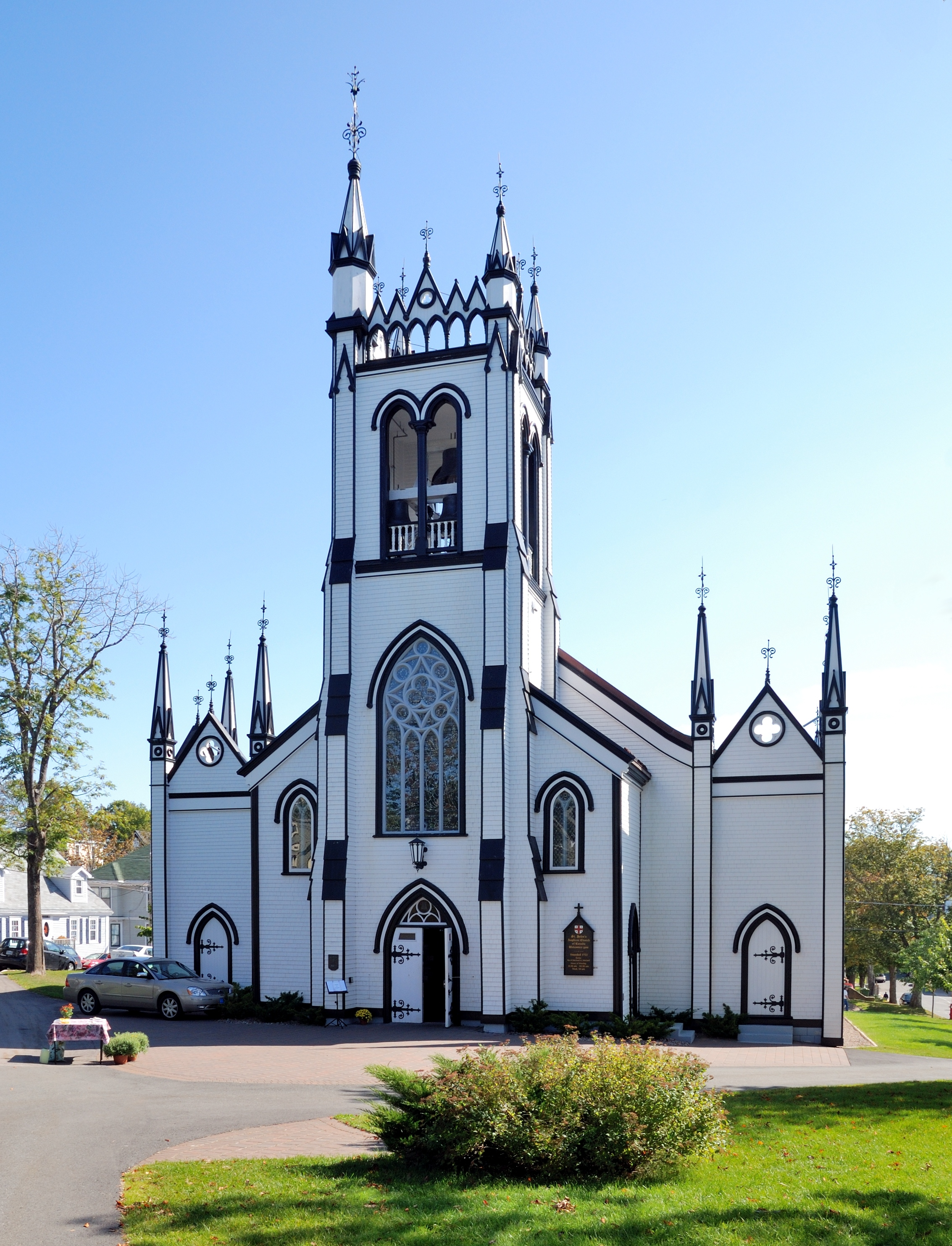
聖約翰聖公會教堂
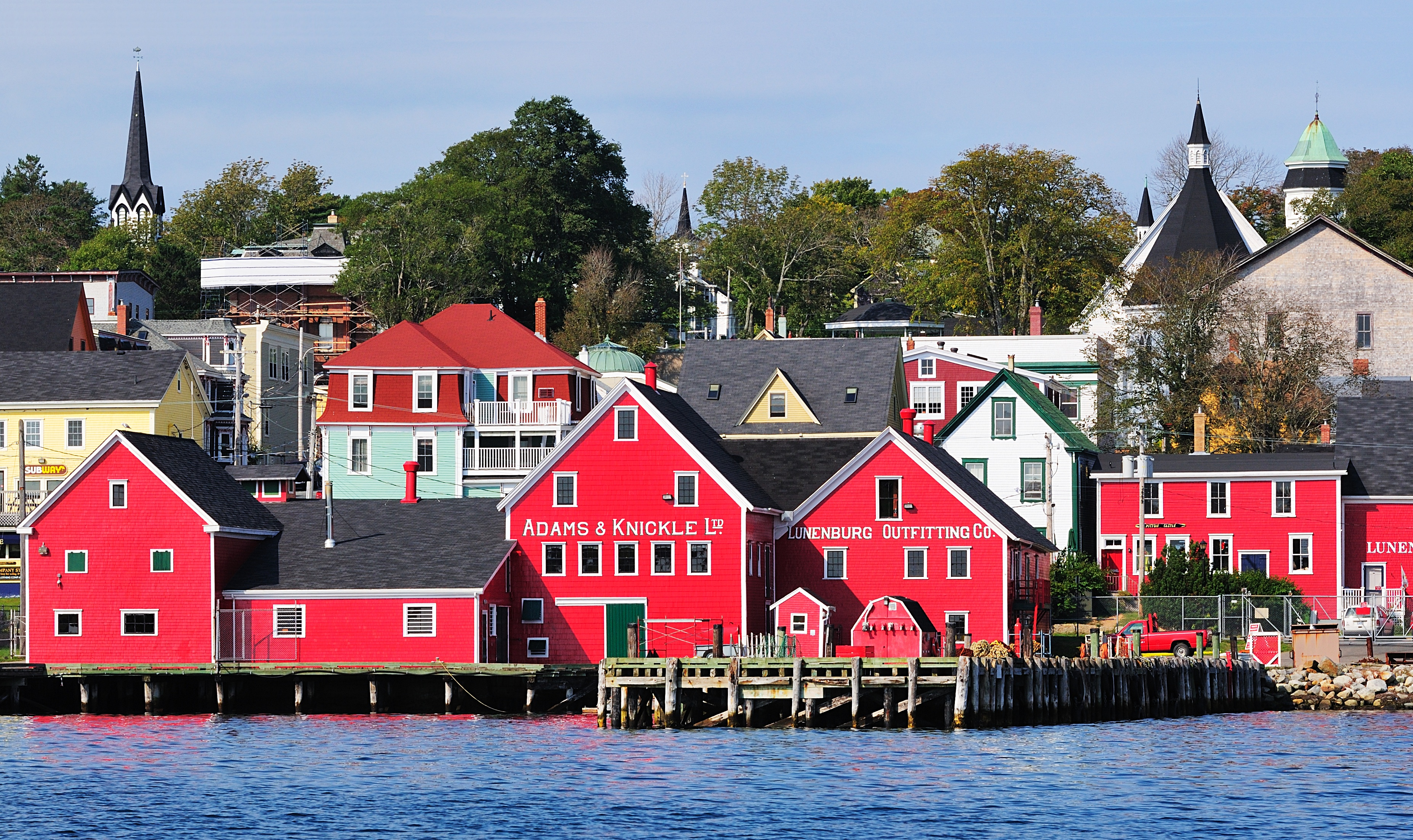
盧嫩堡港
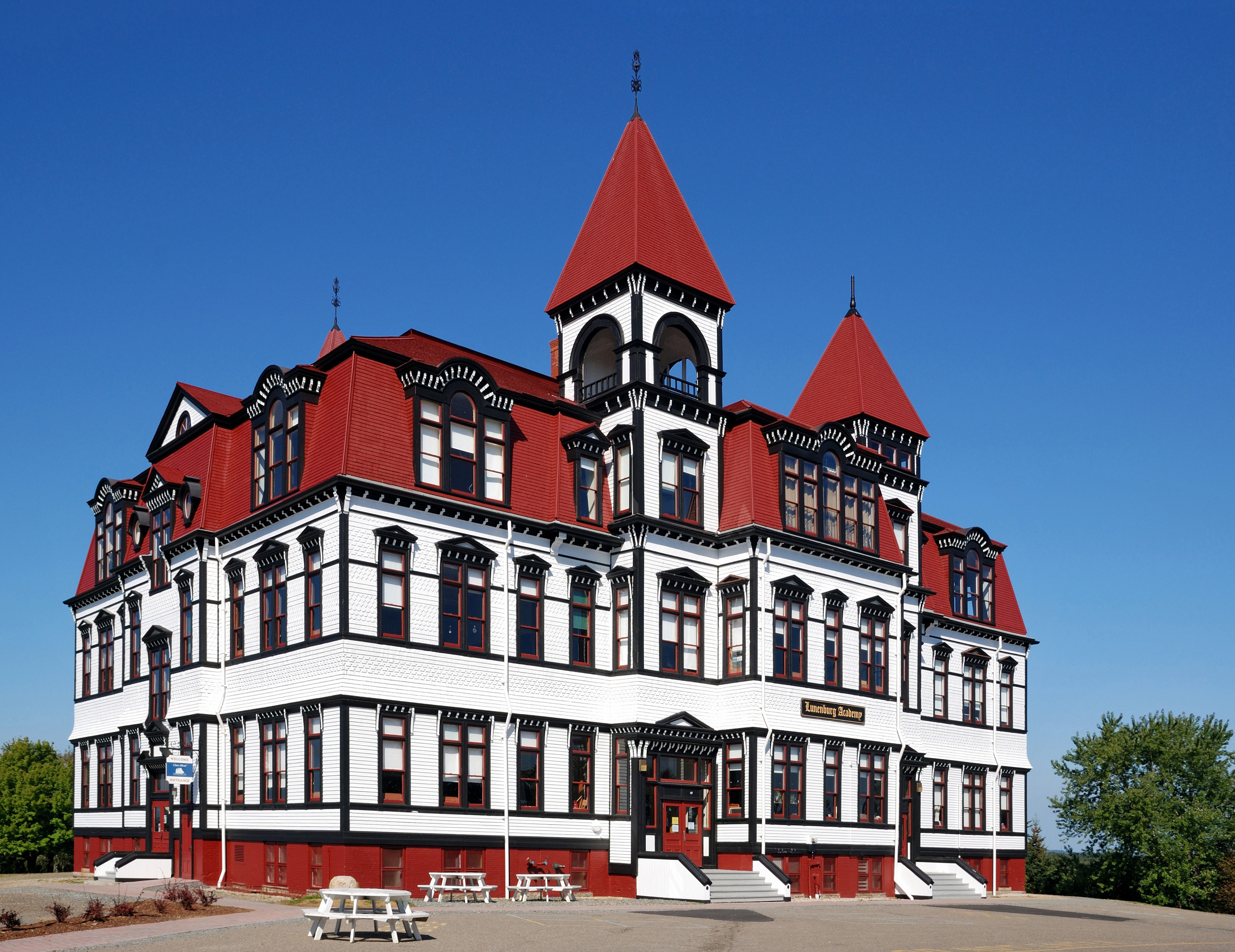
盧嫩堡學院
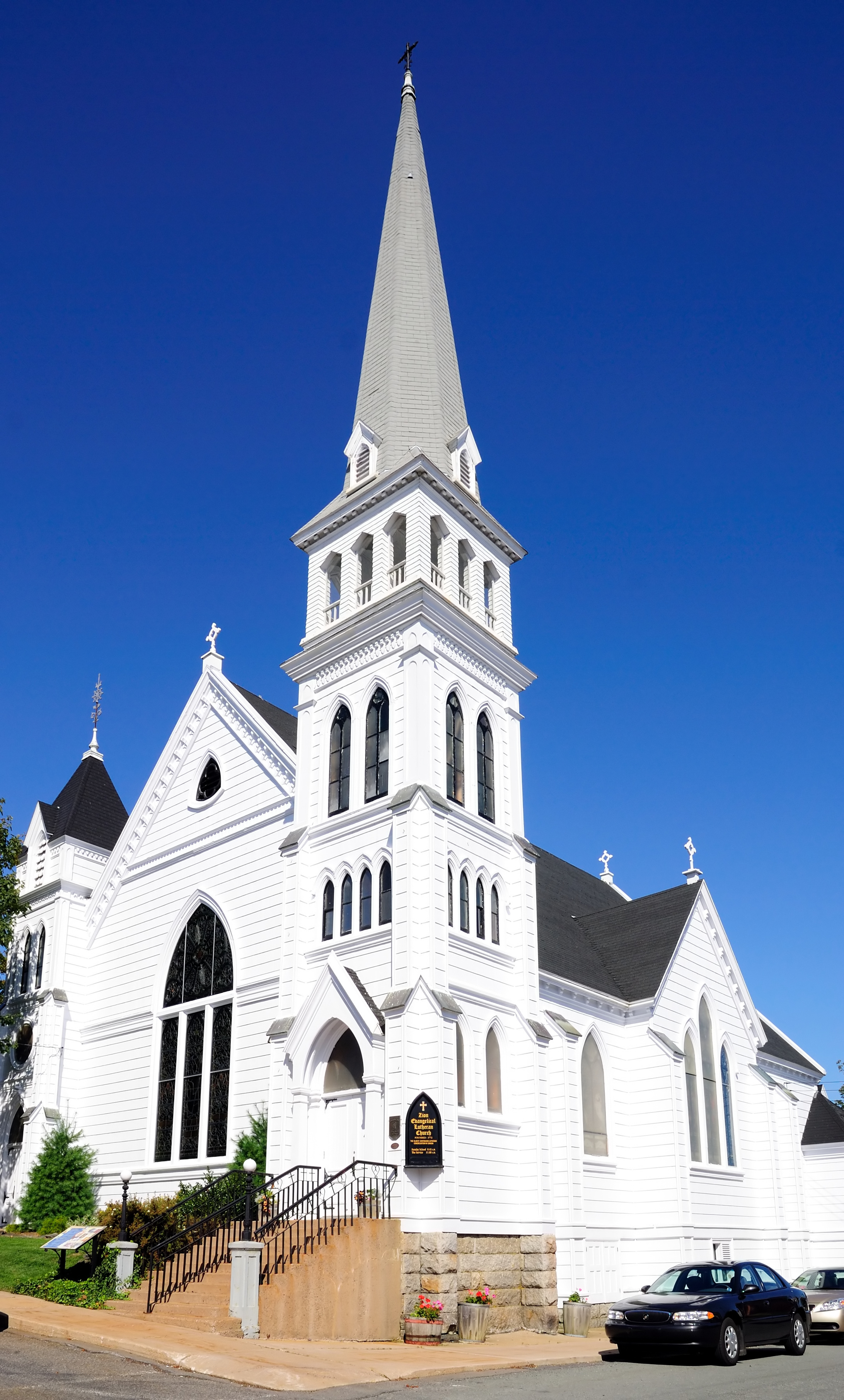
錫安路德教會